# Калининская (Кировская область)
Калининская — деревня в Слободском районе Кировской области в составе Шестаковского сельского поселения.

## География
Находится на расстоянии примерно 13 км по прямой на север от районного центра города Слободской недалеко от правого берега Вятки.

## История
Известна с 1873 года, когда здесь было учтено дворов 9 и жителей 59, в 1905 20 и 111, в 1926 28 и 134, в 1950 15 и 65, в 1989 оставалось 5 жителей .

## Население
Постоянное население  составляло 1 человек (русские 100%) в 2002 году, 1 в 2010.